# Scheldeprijs 2025
Lo Scheldeprijs 2025, centoundicesima edizione della corsa, valevole come prova dell'UCI ProSeries 2025 categoria 1.Pro, si svolse il 9 aprile 2025 per un percorso di 202,8 km, con partenza da Terneuzen, nei Paesi Bassi, e arrivo a Schoten, in Belgio. La vittoria fu appannaggio del belga Tim Merlier, il quale completò il percorso in 4h15'15" alla media di 47,671 km/h, precedendo il connazionale Jasper Philipsen e l'italiano Matteo Moschetti.
Al traguardo di Schoten 138 ciclisti, dei 147 partiti da Terneuzen, portarono a termine la competizione.

## Squadre e ciclisti partecipanti
| N.      | Cod. | Squadra                 |
| ------- | ---- | ----------------------- |
| 1-7     | SOQ  | Soudal Quick-Step       |
| 11-17   | ADC  | Alpecin-Deceuninck      |
| 21-27   | IWA  | Intermarché-Wanty       |
| 31-36   | COF  | Cofidis                 |
| 41-47   | LTK  | Lidl-Trek               |
| 51-57   | RBH  | Red Bull-Bora-Hansgrohe |
| 61-67   | JAY  | Team Jayco AlUla        |
| 71-77   | TPP  | Team Picnic PostNL      |
| 81-87   | XAT  | XDS Astana Team         |
| 91-97   | EKP  | Equipo Kern Pharma      |
| 101-107 | IPT  | Israel-Premier Tech     |

| N.      | Cod. | Squadra                    |
| ------- | ---- | -------------------------- |
| 111-117 | BEL  | Lotto                      |
| 121-127 | Q36  | Q36.5 Pro Cycling Team     |
| 133-137 | TFT  | Solution Tech Vini Fantini |
| 141-147 | TFB  | Team Flanders-Baloise      |
| 151-157 | TEN  | TotalEnergies              |
| 161-167 | TUD  | Tudor Pro Cycling Team     |
| 171-177 | RKT  | Unibet Tietema Rockets     |
| 181-187 | UXM  | Uno-X Mobility             |
| 191-197 | BWB  | Wagner Bazin WB            |
| 201-207 | BCY  | BEAT Cycling               |
| 211-217 | TIS  | Tarteletto-Isorex          |

## Ordine d'arrivo (Top 10)
| Pos. | Corridore          | Squadra  | Tempo    |
| ---- | ------------------ | -------- | -------- |
| 1    | Tim Merlier        | Soudal   | 4h15'15" |
| 2    | Jasper Philipsen   | Alpecin  | s.t.     |
| 3    | Matteo Moschetti   | Q36.5    | s.t.     |
| 4    | Milan Fretin       | Cofidis  | s.t.     |
| 5    | Danny van Poppel   | Red Bull | s.t.     |
| 6    | S. Aniołkowski     | Cofidis  | s.t.     |
| 7    | Max Kanter         | XDS      | s.t.     |
| 8    | Alexander Kristoff | Uno-X    | s.t.     |
| 9    | Pavel Bittner      | Picnic   | s.t.     |
| 10   | Sasha Weemaes      | Wagner   | s.t.     |